# フレロビウム
フレロビウム（英: Flerovium）は、元素記号Fl、原子番号114の合成元素である。
周期表上ではPブロック元素の超アクチノイド元素である。かつ第7周期元素であり、最も重い第14族元素である。さらに化学的性質が調べられた最も重い元素である。最初の化学研究は、2007年から2008年に行われ、第14族元素としては意外なことに揮発性を示した。さらに予備的な結果の段階では、貴ガスに似た性質さえ見られた。より最近の研究では、フレロビウムと金の反応はコペルニシウムと金の反応と似ており、標準状態で気体にもなりうるほど揮発性が非常に高い。同時に金属の性質も示し、第14族で最も反応性の低い金属族となっている。フレロビウムが金属と貴ガスのどちらの性質を示しやすいかは、2017年現在分かっていない。
これまでに約90個のフレロビウム原子が観測されたが、そのうち58個が直接合成されたもので、残りはより重い元素が放射性崩壊した結果である。これらは全て、質量数284から290の間の範囲にあった。最も安定な同位体289Flの半減期は約2.6秒であるが、中性子が1つ多い未確認の同位体290Flがより長い19秒の半減期を持つ可能性がある。これは、このような周期表末端の元素では最も長い半減期である。フレロビウムは、安定の島の中心近くにあると予測されており、より重いフレロビウム同位体、特に二重魔法数に当たる298Flは長い半減期を持つと予測される。

## 名称
1998年にこの元素が発見された時点では、後述のようにウンウンクアジウム（英: Ununquadium, 記号Uuq）というIUPACの暫定名が使われた。フレロビウムという命名は、2012年5月30日に国際純正・応用化学連合(IUPAC)によって承認された。ロシア連邦のドゥブナにあるドゥブナ合同原子核研究所(JINR)のフリョロフ原子核反応研究所に因んで正式に命名された。さらにこの研究所名は、ロシアの物理学者ゲオルギー・フリョロフに因んでいる。

## 歴史

### 発見前
1940年代末から1960年代初頭まで、超ウラン元素の合成が始まった頃に、これらの重い元素は天然には生成せず、自発的核分裂までの半減期が徐々に短くなり、108番元素（ハッシウム）の辺りで行き止まると予測されていた。初期のアクチノイドの合成の研究もこの説を支持しているように見えた。1960年代に導入された殻模型は、原子の中で電子が電子殻を形成するのと同様に、原子核の中で陽子と中性子が殻を形成するというものである。貴ガスは、電子殻が詰まっているために不活性である。
原子核の殻が詰まった原子は、陽子か中性子が「魔法数」を持つと言われ、放射性崩壊に対して安定である。陽子と中性子が両方とも魔法数の二重魔法同位体は特に安定である。鉛208の次は、114個の陽子と184個の中性子を持つ298Flと計算され、いわゆる「安定の島」の中心を形成する。この安定の島はコペルニシウム（112番）からオガネソン（118番）まで広がると考えられており、メンデレビウム（101番）からレントゲニウム（111番）までの長い「不安定の海」の後に来る。1966年にフレロビウム同位体の半減期は1億年を超えると推定された。最初のフレロビウム同位体が合成されたのは、それから30年後だった。その後の研究では、ハッシウムとフレロビウムの周りの局所的な安定の島は、それぞれ原子核が変形、扁平になり、自発的核分裂への抵抗性を持つためで、球形原子核の真の安定の島は、ウンビビウム306（陽子122個と中性子184個）であることが示された。

### 発見
フレロビウムは1998年12月に、ユーリイ・オガネシアンが率いるドゥブナ合同原子核研究所のチームにより、加速した48Caの原子核を244Puターゲットに衝突させることで初めて合成された。
{\displaystyle {\ce {{^{244}_{94}Pu}+{^{48}_{20}Ca}->{^{292}_{114}Fl^{\ast }}->{^{290}_{114}Fl}+2^{1}{\it {n}}}}}
この反応は以前にも試みられたが成功しなかった。1998年に行ったときには、生成原子を分離、検出する精度を上げた他、より強くターゲットに衝突させられるようにした。30.4秒の寿命でアルファ崩壊する1原子のフレロビウムが検出された。崩壊エネルギーは9.71 MeVと計測され、半減期の予測値は2-23秒であった。この同位体は289Flと同定され、1999年1月に公表された。この実験は後に繰り返されたが、この崩壊特性を持つ同位体はその後発見されず、正確な正体は分かっていない。これは準安定同位体289mFlだった可能性があるが、その崩壊鎖の中により寿命の長い同位体が全て含まれるというのは疑わしいため、この崩壊鎖は2n過程で290Flを生じ、さらに電子捕獲で290Nhになったものと比定されている。これはフレロビウム同位体の体系や傾向とよく合致し、またこの実験のために選ばれた低いビームエネルギーとも一致するが、さらなる検証のために、290Flにアルファ崩壊する294Lvを248Cm(48Ca,2n)の反応により合成することが望まれている。
理化学研究所のチームは2016年に248Cm(48Ca,2n)反応による294Lvと290Flの合成を報告したが、294Lvのアルファ崩壊は見られず、また290Flは電子捕獲して290Nhになるのではなく、アルファ崩壊して286Cnになるのが観測された。これは293Lvではなく294Lvと比定されたが、285Cnへの崩壊ははっきりしなかった。
このような超重元素の合成の研究を行ってきたローレンス・バークレー国立研究所のグレン・シーボーグは、1997年12月に「私の最長の、最後に残った、最も大事な夢は、このような魔法の元素を見ることだ」と語った。これが1999年に公表されるとすぐに、彼は同僚のアルバート・ギオーソにフレロビウムの合成について告げられた。ギオーソは後に回想して、「私は彼に知ってほしかったので、ベッド脇に行って彼に告げた。私は彼の顔に光るものを見たと思うが、翌日、彼の元を再び訪れると彼は私と会ったことを覚えていなかった。科学者としては、彼はその衝撃で死んだのだと思う」と語った。
シーボーグはその1か月後の1999年2月25日に死去した。

### 確認
1999年3月、同じチームがフレロビウムの他の同位体を作るため、244Puの代わりに242Puをターゲットに用いて実験を行った。この時は2原子のフレロビウムが生成し、半減期5.5秒でアルファ崩壊した。これらは287Flと比定されたが、この反応は再び起こらず、どの核ができたかは明らかになっていない。準安定同位体の287mFlか電子捕獲で287Nhとなり、283Rgに崩壊したと考えられている。現在確認されているフレロビウムの発見は、1999年6月にドゥブナのチームが1998年の最初の反応を繰り返した時になされた。この時は1998年の結果とは異なり、2原子のフレロビウムが生成され、2.6秒の半減期でアルファ崩壊した。当初は、恐らく289Fl由来と思われる前の反応と混同されて288Flと誤って同定されたが、2002年12月の追加の研究で、1999年6月の原子が289Flであったと再同定された。
2009年5月、IUPACの共同作業部会はコペルニシウムの発見に関する報告を出版し、その中で283Cnの発見を承認した。これは、283Cnに崩壊した287Flと291Lvの合成データの承認を意味し、フレロビウムの発見を示唆した。286Flと287Flの発見は、2009年1月にバークレーで確認されていた。その後、同年7月にドイツの重イオン研究所で288Flと289Flが確認された。2011年、IUPACは1999年から2007年に行われたドゥブナのチームの実験を評価した。初期のデータは決定的ではないとされたが、2004年から2007年の結果はフレロビウムと認定され、この元素は公式に発見されたと認定された。
フレロビウムとリバモリウムの娘核の化学的な特性の測定には成功し、陽子も中性子も偶数個の単純な構造を持つオガネソンの確認は直接行うことができたが、陽子か中性子が奇数個である同位体の崩壊鎖の同定には困難を伴った。
高温核融合でのこの問題に打ち勝つため、常温核融合のように既知の核に続くのではなく、自発的核分裂で終了する崩壊鎖の実験が2015年にドゥブナで行われ、48Caと239Puや240Puの反応で、283Fl、284Fl、285Flの軽い同位体が合成された。285Flは、2010年にローレンス・バークレー国立研究所で、242Pu(48Ca,5n)285Flの反応で確認されていた。284Flは直ちに自発的核分裂してしまい、また283Flは発見されなかったのに対して、285Flは明確に性質が測定された。最も軽い同位体は、もしかすると208Pb(76Ge,n)283Flの常温核融合でできていた可能性があり、理研が研究を行っている。この反応は、理研がニホニウムの発見に用いた209Bi(70Zn,n)278Nhの反応の世界記録の反応断面積30 fbを上回り、200 fbの反応断面積を持つと期待されている。ドゥブナのチームは、2017年に240Pu+48Caの反応を再度行い、285Flの3つの新しい崩壊鎖を観察した。

### 命名

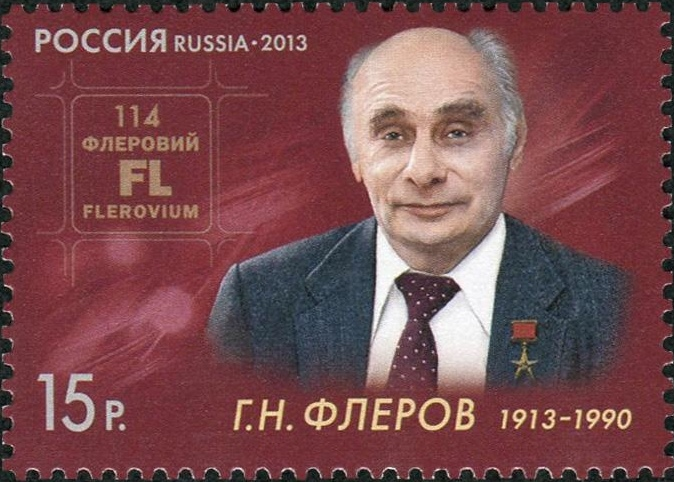
フリョロフとフレロビウムを記念したロシアの切手

未発見元素に対するメンデレーエフの命名法を用いて、フレロビウムは「エカ鉛」と呼ばれることもある。1979年、IUPACは、この元素が発見されて名前が決定するまで、元素の系統名を用いて「ウンウンクアジウム」（記号：Uuq）という仮名で呼ぶことを勧告した。この分野の多くの科学者は、「元素114」と読んだり、E114、(114)または単に114と書いたりする。
IUPACの勧告によると、新しい元素の発見者は名前を提案する権利を持つ。フレロビウムとリバモリウムの発見が2011年6月1日にIUPACにより認定されると、IUPACはJINRの発見チームにこれら2つの元素の名前を提案するよう求めた。チームは、114番元素にソビエト連邦の物理学者ゲオルギー・フリョロフの名前に由来するフリョロフ原子核反応研究所に因んで、フレロビウム（記号：Fl）を選んだ。初期の報告では、この元素はフリョロフを称えて、その名前から取られたと言われていた。発見者からの提案に基づき、IUPACはフリョロフ自身ではなくフリョロフ原子核反応研究所の名前から、公式にフレロビウムと命名した。フリョロフは、ヨシフ・スターリン宛ての1942年4月の書簡で、アメリカ合衆国、イギリス、ドイツの核分裂の分野の科学論文が途絶えていることを指摘したことで知られている。フリョロフは、これらの国でこの研究が秘密情報になっているはずだと推測した。フリョロフの研究と要請は、ソ連独自の原子爆弾プロジェクトの発展につながった。彼はまたコンスタンチン・ペトルジャクとともに、自発的核分裂の発見者としても知られている。フレロビウムとリバモリウムの命名記念式典は、2012年10月24日にモスクワで行われた。

## 予測される性質

### 核安定性と同位体

相互作用するボゾン模型による異なった形の核の領域

周期表を支配する化学的周期性の物理的基礎は、各貴ガスの閉殻にある。閉殻構造はかなり安定しているため、電子がさらに新しい殻に入るにはより高いエネルギーを持つ必要がある。このため貴ガス（原子番号2、10、18、36、54、86、118）は不活性である。陽子と中性子もこれら自体が閉じた殻に配置することが知られ、特定の核子数の時に同じ効果が原子核に起こる。既知の魔法数は、陽子と中性子が2、8、20、28、50、82個の場合とされに中性子が126個の場合である。ヘリウム4、酸素16、カルシウム48、鉛208等の陽子数と中性子数がともに魔法数の原子核は「二重魔法数」と呼ばれ、崩壊に対して非常に安定である。このような原子核の安定性は、超重元素にとって非常に重要である。この安定性がなければ、狭い距離で原子核を繋ぎ留めていた強い力を陽子間に働く静電斥力が上回るため、110番元素（ダームスタチウム）になると、これらの半減期は数ナノ秒になってしまう。次の閉殻は安定の島の中心にあると考えられ、ここではアルファ崩壊や自発核分裂の半減期が再び長くなる。
当初、中性子の魔法数126からの類推で、次の陽子の殻は126番元素にあると考えられていた。1966年に発表された、周期表のこの領域のスピン軌道相互作用の新しい値はこれと矛盾し、次の陽子の殻は114番元素にあり、この領域の原子核は鉛208等の重い原子核と同等に自発核分裂に対して安定性があることが予測された。この領域の中性子の閉殻は184か196であり、298Flと310Flが二重魔法数原子核の候補となった。1972年の評価では、大きな安定の島の付近にある298Flの半減期は約1年であり、最も長い294Dsの半減期は、232Thに匹敵する1010年と予測された。21世紀になって112番から118番元素の最初の同位体が合成されると、合成された中性子を欠く同位体は核分裂に対して安定であることが発見された。2008年、これらの原子核の核分裂に対する安定性は扁平な原子核の形に由来するという仮説が出された。周期表上で扁平な原子核の領域の中心は、298Flであった。さらに、新しい理論モデルにより、2f7/2軌道（114番元素で閉殻）と2f5/2軌道（120番元素で閉殻）の陽子の間のエネルギーギャップは予測よりも小さく、114番元素は閉殻の安定な球形原子核とは言えないことが示された。次の二重魔法数原子核は306Ubb近辺であることが予測されているが、半減期が短く反応断面積が低いと予測され、その合成は難しい 。それにも関わらず、周期表のこの領域に安定の島があり、291Mcやそのアルファ崩壊やベータ崩壊の娘核等、その中心に近づくと、陽電子放出か電子捕獲によりさらに島の中心に近づいていくと考えられている。高い分裂障壁のため、この安定の島の中の原子核は、ほぼアルファ崩壊で、またはその他いくつか電子捕獲またはベータ崩壊により崩壊し、そのどちらも原子核は、島があると思われるベータ安定線に近づいていくことになる。島に近づくには電子捕獲が必要であるが、核図表のこの領域で電子捕獲が主な崩壊モードであるかどうかは分かっていない。
2000年から2004年の間にフリョロフ原子核反応研究所で、292Fl複合核の分裂の性質を研究するために、244Puに加速した48Caイオンを衝突させる実験が何度か行われた。複合核は、まだ殻に配列していない核子のゆるい結合である。内部構造を持たず、ターゲット原子核と発射原子核の衝突力のみで形を保っている。その結果は、このような原子核がどのようにして、主に40Ca、132Sn、208Pb、209Bi等の二重魔法数やそれに近い断片を放出して分裂するかを明らかにした。また、40Caと58Feを用いた際の分裂-分裂経路が似ていることが明らかとなり、将来的に58Feを発射原子核とする可能性が示された。
さらに、中性子の多いフレロビウム同位体が重い原子核の準核分裂で形成されうることが示唆された。
最近では、ウランやキュリウム等のアクチノイド原子核の衝突による多核子移行反応が安定の島内の中性子の多い超重元素の合成に利用できることが示された。中性子の多いノーベリウムやシーボーギウムの原子核の合成が最も可能性が高いと考えられている。
フレロビウム同位体のアルファ崩壊半減期の理論的評価は、実験データを支持した。298Flは、長い間二重魔法数であると考えられ、アルファ崩壊半減期は約17日であると予測される。核融合による298Flの直接合成は、184個の中性子となるターゲットと安定な発射原子核の組合せが知られておらず、また半減期14秒の50Ca等の放射性発射原子核を質を保ったまま強くぶつけることができないため、現時点では不可能である。現在では、安定の島の中心付近にあるコペルニシウム（291Cn、293Cn）やフレロビウムの長寿命原子核を合成できる可能性のある方法として、250Cm、249Bk、251Cf、254Es等のより重いターゲットを48Caと融合させて、299Uue、295Ts、295Lvの崩壊生成物として291Mcや291Flを合成する方法がある。これは、アルファ崩壊で、電子捕獲により安定の島の中心に近づいていく原子核ができるのにちょうど十分な中性子数であるが、反応断面積が小さく、ベータ安定線の付近の超重元素の崩壊の性質はほとんど分かっていない。この方法は現在では、安定の島の原子核を得る最も希望の持てる方法と考えられているが、実際に実施可能かどうかは分かっていない。もう一つの可能性のある方法は、制御された核爆発を用いて高中性子流を発生させ、そのような同位体を大量に作る方法である。これは、天然で最初にアクチノイドが形成されたr過程を模倣したもので、258-260Fmと質量数275（原子番号104-108）をの不安定性ギャップをバイパスすることで、ポロニウム以降の不安定性ギャップを避けている。そのような同位体のいくつか（特に291Cn、293Cn）は天然でも合成されているが、数千年の半減期で崩壊してしまい、また量が少ないので、宇宙線以外の原始核種からは検出できないだろうと考えられている。

### 原子と物理
フレロビウムは14族で炭素、ケイ素、ゲルマニウム、スズ、鉛の下にある。これ以前の14族元素は全て4つの価電子を持ち、その配置はns2np22であった。フレロビウムの場合もこの傾向は続いており、価電子の配置は7s27p22と予測されている。そのため、フレロビウムはより軽い同族体と多くの面で似た振舞いをすると考えられる。違いは、スピン軌道相互作用の影響の寄与によるものだと考えられる。これは、重い元素では、光速に匹敵するほど、電子がより速く動くため、超重元素で特に強く表れる。フレロビウムでは、7sと7pの電子エネルギー準位が下がり、該当する電子を安定させるが、7p軌道の電子の2つは、他の4つよりもより安定化される。7s電子の安定化は不活性電子対効果と呼ばれ、7p小軌道(subshell)が安定の高いものと低いものに「裂かれる」効果は、subshell splittingと呼ばれる。コンピュータ化学では、軌道角運動量lが1から安定性が高い1/2と安定性が低い3/2に変化したとみなされる。多くの理論的目的で、価電子配置は7p subshell split
を反映して、7s27p21/2と表される。これらの効果により、フレロビウムの化学は同族体とはいくらか異なったものになる。
フレロビウムの7p小軌道の分裂が非常に大きく、7番目の殻はどちらも満たされて相対論的に安定化しているため、フレロビウムの価電子配置は完全な閉殻と見做せ、フレロビウムは貴金属となる。第一イオン化エネルギーは8.539 eVで、第14族元素で最も高い。6d電子は不安定化しており、初期にはこれらは化学的に活性であると考えられたが、その後これは間違っていると考えられている。
フレロビウムの閉殻電子配置のため、金属結合性は前後の元素よりも弱く、そのためフレロビウムは沸点が低く、同様に閉殻電子配置を持つコペルニシウムとともに気体状金属になりうると言われている。フレロビウムの融点と沸点は、1970年代には約70℃と150℃と予測され、14族の他の元素よりかなり低く（鉛の融点と沸点は327℃と1749℃）、下に下がるに従って沸点が低くなる傾向が継続している。以前の研究では、沸点は1,000℃弱か2,840℃と予測されたが、フレロビウムの金属結合性の弱さと周期表の傾向から、フレロビウムは低い昇華エンタルピーを持つと考えられている。最近の実験では、フレロビウムの擬閉殻配置が弱い金属結合の原因となり、フレロビウムの沸点は約-60℃で室温で気体であると示唆している。水銀、ラドン、コペルニシウムと同様に、また鉛やオガネソンと異なり、フレロビウムは電子親和性を持たないと計算されている。
固体状態では、高い原子量のため、22 g/cm3または14 g/cm3と高い密度の金属になると予測される。結晶構造は、面心立方格子の鉛等とは異なり、スピン軌道カップリング効果のため、六方最密充填構造であると予測される。水素様フレロビウムイオン（Fl113+）の電子は非常に速く動くため、相対論効果のためその質量は電子の静止質量の1.79倍になると予測されている。これに対して、水素様鉛とスズの電子質量は、静止質量のそれぞれ1.25倍と1.073倍である。フレロビウムは鉛よりも金属結合が弱いため、表面に吸着しにくい。

### 化学
フレロビウムは14族で最も重い、7p系列の2番目の元素である。ニホニウムとフレロビウムは、6d5/2小軌道と6d7/2小軌道の閉殻の間にある短いsubperiodを形成する。これらの化学的振舞いは非常に異なっていると考えられる。ニホニウムのタリウムとの相同性は、コンピュータ科学者からは「疑わしい」とされているのに対し、フレロビウムの鉛との類似性は「正常」であると言われる。
14族の最初の5つの元素は+4の酸化状態を取るが、後半になると不活性電子対効果のため、+2の性質が強くなる。スズでは+2と+4の安定性が同程度となり、鉛(II)では+2の酸化状態が最も安定する。フレロビウムでは7s軌道が非常に安定し、そのため+4の酸化状態を取るためには非常に大きなsp3混成軌道が必要となることから、鉛では+2の状態が非常に安定となり+4の状態は非常に不安定になる。例えば、二酸化フレロビウム(FlO2)は非常に不安定で、構成元素に分解すると予測される（そしてフレロビウムと酸素から直接の反応では形成されない）。また、フレロバン(FlH4)はFl-H結合の長さが1.787Åとなり、プルンバンと比べて熱力学的により不安定であると予測され、フレロビウム(II)水素化物と水素ガスに自発的に分解する。四フッ化フレロビウム(FlF4)はsp3混成軌道よりもsd混成軌道で結合しており、二フッ化フレロビウムとフッ素ガスに分解する反応は発熱反応である。もしそうでなければフレロビウムの気相の化学的性質の研究に有用であったはずだが、残念なことに、全ての四ハロゲン化物は不安定化する（例えば、四塩化フレロビウム(FlCl4)は約400 kJ/mol不安定化する）。ポリフッ化アニオンFlF2-6は不安定で水溶液中で加水分解し、FlBr-3やFlI-3等のフレロビウム(II)ポリハロゲン化アニオンは、フレロビウムを含む水溶液中で優先的に形成されると予測されている。初期の計算では、sd混成軌道の7sと6dの電子がほぼ同じエネルギーを持ち、揮発性の六フッ化物が形成できるとされていたが、後の計算でこれは否定された。一般的に、7p1/2軌道のスピン軌道相互作用のため、結合長は短く、結合角は大きくなる。これは、二水素化フレロビウム(FlH2)で理論的に確かめられている。それにも関わらず、FlH2でさえFl+H2よりも2.6 eV相対論的に不安定化するはずであり、14族の二水素化物では大きなスピン軌道相互作用のため、通常の一重項‐三重項分裂も壊れてしまう。FlF2とFlCl2は、FlH2よりも安定化すると予測される。
フレロビウムの7s27p21/2価電子配置の相対論的安定化のため、7p1/2電子が弱い不活性電子対効果を示し、0の酸化状態が最も安定化する。この中性状態の安定化のため、フレロビウムと貴ガスのラドンの振舞いに類似性をもたらす。フレロビウムは比較的不活性であると考えられるため、FlHやFlF等の二原子分子は、鉛のPbHやPbFと比べ、解離エネルギーが低い。フレロビウム(IV)は、鉛(IV)よりも電気陰性度が高い。ポーリングの尺度で、鉛(IV)の値は2.33、鉛(II)はわずか1.87である。
フレロビウム(II)は鉛(II)よりも安定でありFlX+、FlX2、FlX-3、FlX2-4(X = Cl, Br, I)等のポリハロゲン化物やイオンは容易に形成される。フッ化物は、水溶液中で強い加水分解を受ける。全ての二ハロゲン化フレロビウムは安定で、二フッ化物は水に可溶である。スピン軌道効果はFlH2を約2.6 eV不安定化する。水溶液中では、プランバイトに相当するオキソアニオンを形成する。硫酸塩(FlSO4)や硫化物(FlS)は水に非常に溶けにくく、酢酸塩(FlC2H3O2)や硝酸塩(Fl(NO3)2)は水に溶けやすい。Fl2+イオンから金属フレロビウムへの還元の標準電極電位は、約0.9Vと予測され、中性状態でいた方が安定性が増す。一般的に、7p1/2スピノールの相対論的な安定化のため、Fl2+はPb2+より軽い同族体であるHg2+とCd2+の中間の性質を持つと推測される。

## 実験化学
フレロビウムは、これまで化学的な実験が行われた最も重い元素であるが、実験から結論を得るにはまだまだ遠い。2007年4月から5月には、フリョロフ原子核反応研究所とパウル・シェラー研究所の共同で、コペルニシウムの化学を研究するための2つの実験が行われた。1つ目の実験は242Pu(48Ca,3n)287Fl反応によるもの、2つ目の実験は244Pu(48Ca,4n)288Fl反応によるもので、これらによってできた短寿命のフレロビウム同位体の娘核であるコペルニシウムが研究された。できた原子の金表面への吸着特性がラドンと比べられ、コペルニシウムの閉殻電子配置から貴ガスのような振舞いとなっていることが予測された。貴ガスと金属表面の相互作用は非常に弱く、金属の特徴とは異なる。
最初の実験では、3原子の283Cnが検出されたが、1原子の287Flも検出されたと考えられる。これは、生成された原子が金表面に届くまでの時間が2秒程度であり、生成した原子は吸着する前にコペルニシウムに崩壊していたはずであることを考えると驚くべき結果であった。2番目の反応では、2原子の288Flと恐らく1原子の289Flが検出された。3つのうち2つの原子は、揮発性で貴ガス様元素の吸着特性を示したが、より最近の計算ではこの結果は予測されていない。これらの実験で、公表された崩壊データとの比較により、コペルニシウム、フレロビウム、リバモリウムの発見がそれぞれ確認された。2008年に、1原子の289Flの検出を確認する実験がさらに行われ、フレロビウムが金と貴ガス様の相互作用を示す以前のデータを支持する結果が得られた。
貴ガス様のフレロビウムへの実験的な支持は、すぐに弱くなった。2009年と2010年に、2007年と2008年の実験結果を確かめるために、フリョロフ原子核反応研究所とパウル・シェラー研究所の共同で、さらにフレロビウム原子が作られた。特に、2010年に初めて作られた3つのフレロビウム原子は再び貴ガス様の特徴を示したが、より曖昧な解釈が可能で、金属としては異常だったが貴ガスの特徴と完全に似てはいなかった。この論文では、2008年の研究で行われたように、フレロビウムの化学的性質を「貴ガスに近い」と呼ぶことは控えられた。金属表面との相互作用によるフレロビウムの揮発性の測定が再び行われ、フレロビウムの揮発性は水銀やアスタチンに匹敵しすることが示唆され、同時に調べられたコペルニシウムでは、12族で最も重い元素ということに適合する、非常に揮発性の高い貴金属であることが示された。それにも関わらず、この揮発性は14族では普通のものではないと指摘された。
より最近の2012年に重イオン研究所で行われた実験で、フレロビウムの化学的性質は貴ガスよりも金属により近いことが示された。Jens Volker KratzとChristoph Dullmanは、コペルニシウムとフレロビウムに「揮発性金属」("volatile metals")という新しいカテゴリーを与えた。Kratzは、これらは標準状態で気体であるかもしれないと推測した。これらの「揮発性金属」は、吸着特性においては、通常の金属と貴ガスの間にくる。2009年と2010年の結果に反して、2012年の実験で、フレロビウムとコペルニシウムそれぞれの金との相互作用はほぼ等しいことが示された。さらなる研究で、以前の実験結果や予測に反し、フレロビウムはコペルニシウムよりも反応性が高いことが示された。
フレロビウムの化学的特徴の実験結果を詳細に論じた2014年の重イオン研究所の論文では、「フレロビウムはこの族で最も反応性が小さいが、まだ金属である」と書かれた。重元素、超重元素の化学と物理学に関する2016年のカンファレンスでは、Alexander YakushevとRobert Eichlerは、フレロビウムの化学に関するそれまでのいくつかの実験結果の不一致に基づき、フレロビウムは金属か貴ガスかという問題については、入手できる情報からはまだ結論がついていないと警鐘を鳴らした。ある研究ではフレロビウムと金の間に弱い貴ガス様の相互作用を示唆したが、別の研究はより強い金属性相互作用を示した。同年、コペルニシウムとフレロビウムの化学的性質を明らかにする新しい実験が重イオン研究所で行われ、そのデータは現在分析されている。
このように、今日までの実験では、フレロビウムの化学的特徴の完全な決定にはまだ至っていないが、沸点の推定は可能であり、-60℃と標準状態では恐らく気体であるとされた。より寿命の長い289Flは、将来的に放射性化学の実験に興味が持たれている。

## 関連文献
- Barysz, M.; Ishikawa, Y., eds (2010). Relativisic Methods for Chemists. Springer. ISBN 978-1-4020-9974-8

- Thayer, J. S. (2010). “Relativistic Effects and the Chemistry of the Heavier Main Group Elements”. Relativistic Methods for Chemists. pp. 63-97. doi:10.1007/978-1-4020-9975-5_2. ISBN 978-1-4020-9974-8
- Styszi?ski, J. (2010). Why do we need relativistic computational methods?. p. 99
- Pershina, V. (2010). Electronic structure and chemistry of the heaviest elements. p. 450